# Eugeniusz Stroiński
Eugeniusz Andrzej Stroiński (ur. 21 listopada 1932 w Warszawie) – profesor ekonomii, pracownik instytucji ubezpieczeniowych. W latach 1985–1991 był wiceprezesem Państwowego Zakładu Ubezpieczeń, a następnie w latach 1992–1995 prezesem Powszechnego Zakładu Ubezpieczeń na Życie, S.A.
Prowadził szeroką działalność naukowo-dydaktyczną – od 1991 był profesorem w Instytucie Ubezpieczeń i Prewencji Wyższej Szkoły Inżynierskiej w Radomiu (późniejsza Politechnika Radomska, a obecnie Uniwersytet Technologiczno-Humanistyczny im. Kazimierza Pułaskiego w Radomiu) i Akademii Finansów w Warszawie (dawniej Wyższej Szkoły Ubezpieczeń i Bankowości), w 2008 roku uzyskał tytuł naukowy profesora zwyczajnego nauk ekonomicznych.